# ISO 1
ISO 1 est un standard international qui définit la température de référence pour la tolérance géométrique des produits. La température est fixée à 20 degrés Celsius, soit 293,15 kelvins ou 68 °F.
En raison de la dilatation thermique, la précision sur les mesures de longueur doit être faite (ou convertie) à une température définie. ISO 1 aide à comparer les mesures en définissant une température de référence. La température de 20 °C a été adoptée par la CIPM le 15 avril 1931 et est devenue la recommandation ISO numéro 1 en 1951. Elle a remplacé dans le monde entier les autres températures de référence pour les mesures de longueur que les fabricants d’équipements de précision utilisaient ; celles-ci pouvaient être auparavant 20 °C, 62 °F (16,6 °C) ou 25 °C. Entre autres raisons de choisir 20 °C, celle-ci était plus pratique pour les tests et était une valeur entière tant en degrés Celsius qu’en Fahrenheit.